# Cassida smaragdocruciata
Cassida smaragdocruciata là một loài bọ cánh cứng trong họ Chrysomelidae. Loài này được Medvedev & Eroshkina miêu tả khoa học năm 1982.